# Sunnynook
Sunnynook est une banlieue de la ville de North Shore dans la zone métropolitaine d’Auckland dans le nord de l’île du Nord de la Nouvelle-Zélande

## Situation
La banlieue est centrée sur le centre commercial de Sunnynook Shopping Centre  et le parc de Sunnynook, situé à proximité. 
Un terrain de skateboard est localisé dans le parc, qui est aussi le domicile du club de la ligue de rugby de « Glenfield Greyhounds ».

## Accès
Les résidents de Sunnynook ont accès au Busway du nord (en), des bus de transit rapide, qui la relient à Auckland via la station de bus de Sunnynook (en).

## Gouvernance
Sunnynook est sous la gouvernance du conseil d’Auckland.

## Population
La population de la banlieue était de 6 474 habitants lors du recensement de 2006 en Nouvelle-Zélande) en augmentation de 603 résidents par rapport à 2001.

## Éducation
- L’école de Wairau Intermediate est une école intermédiaire (allant des années 7 à 8) avec un  taux de décile de 8 et un effectif de 316 élèves [2]. Elle a ouvert en 1980[3].
- L’école de Sunnynook Primary School est une école contribuant au primaire (allant des années 1 à 6) avec un taux de décile de 7 et un effectif de 413 élèves[4]. Elle a ouvert en 1968[5].

Les deux écoles sont mixtes.

## Résidents notables
- Benjamin Thomas Watt  – Premier juge de boxe au monde ouvertement gay.

## Galerie

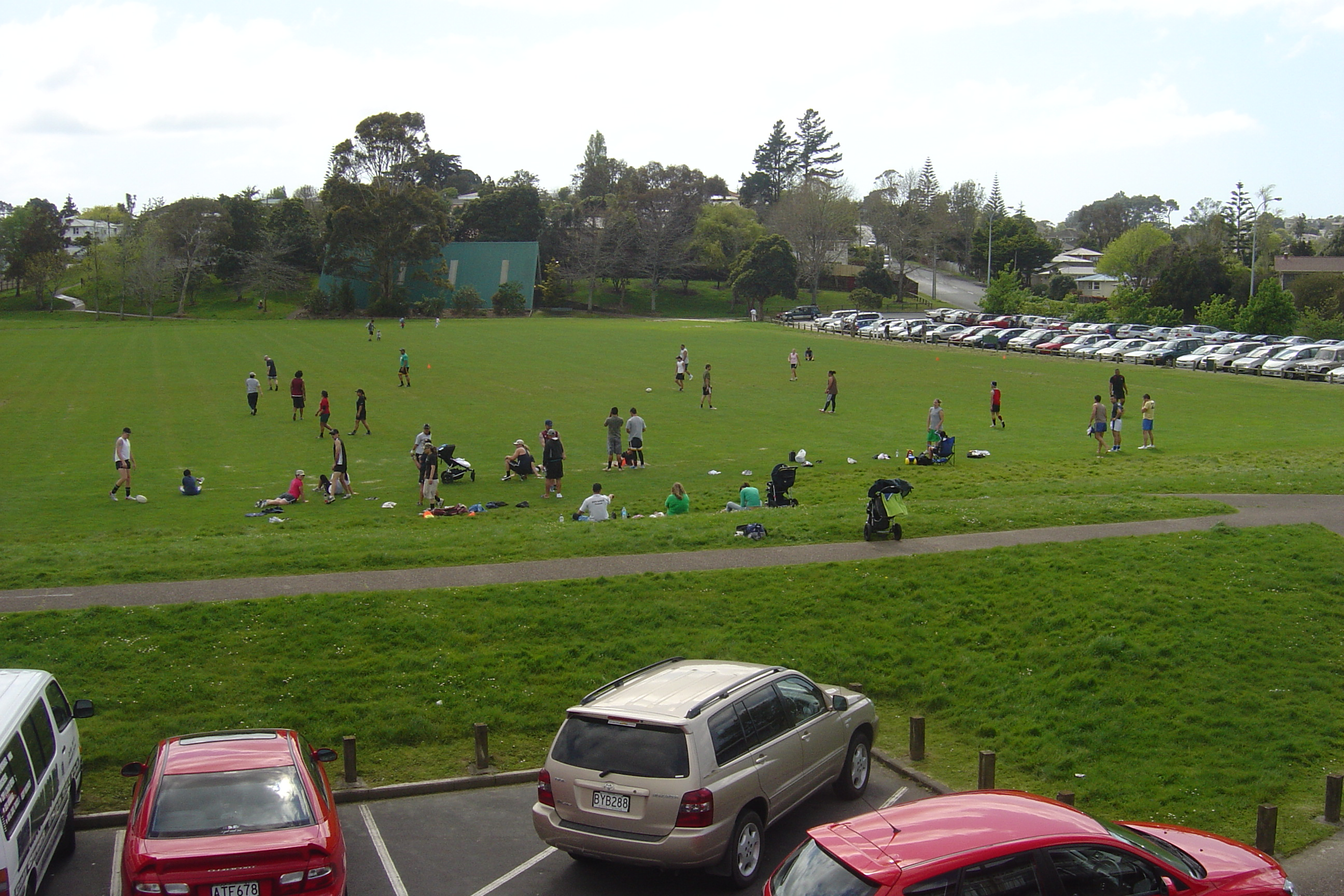
Sports dans Sunnynook
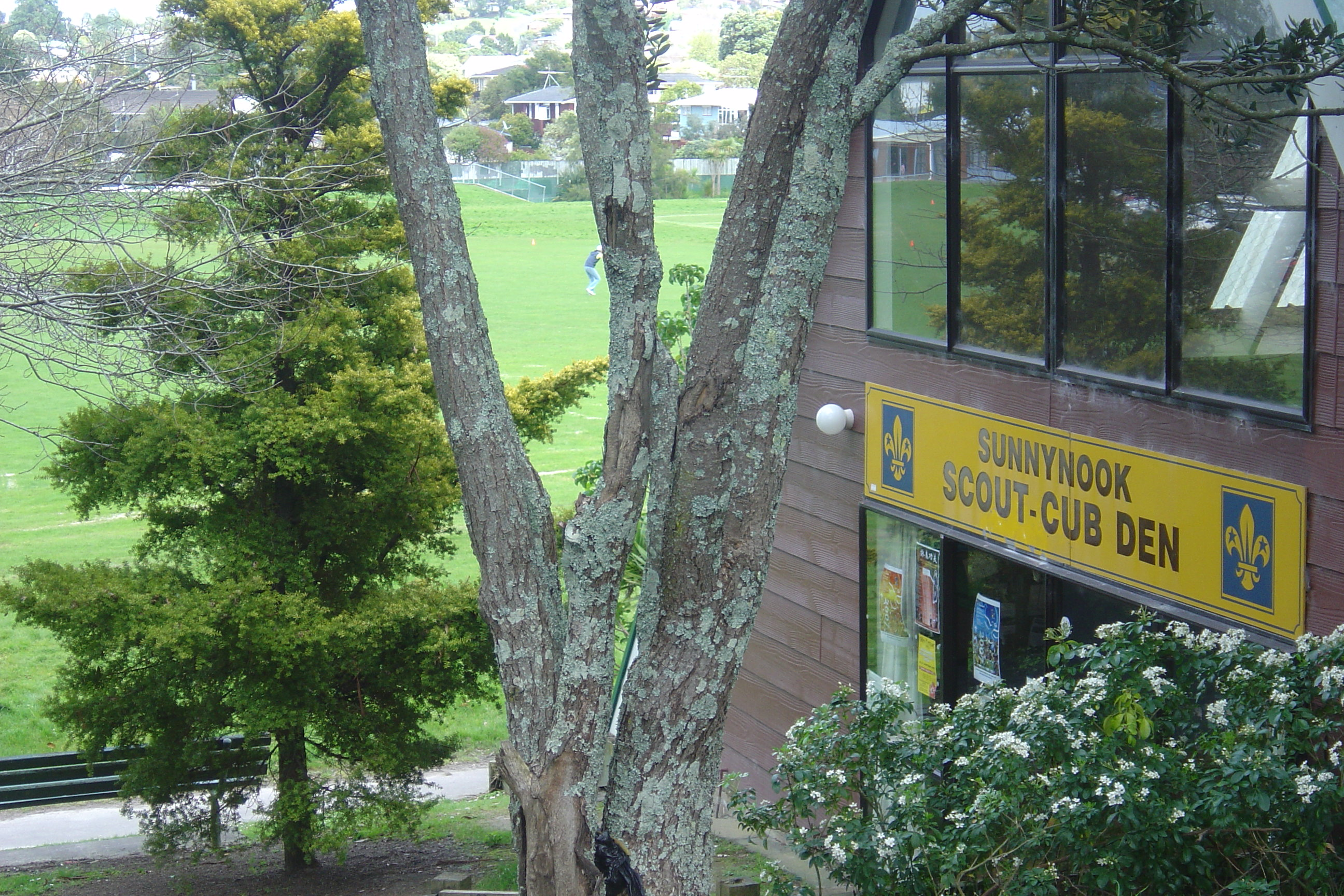
Sunnynook Scout Den sur le bord de Sunnynook Park.
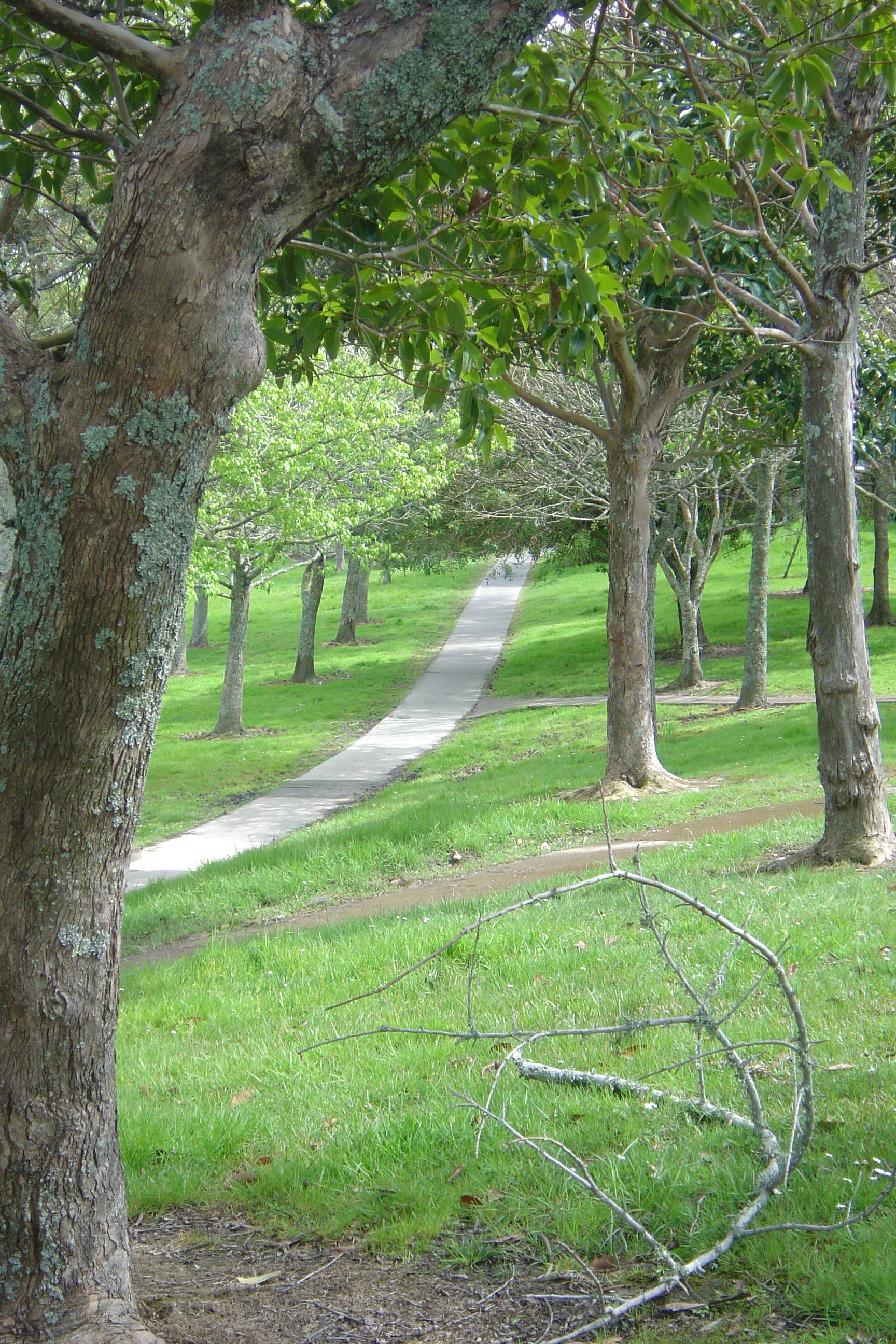
Sunnynook Park un matin chaud du printemps.